# Trauma (US-amerikanische Band)
Trauma ist eine US-amerikanische Heavy- und Speed-Metal-Band aus San Francisco, Kalifornien, die im Jahr 1980 gegründet wurde, sich 1986 auflöste und 2012 wieder zusammenfand.

## Geschichte
Die Band wurde im Jahr 1980 gegründet, wobei der spätere Metallica-Bassist Cliff Burton zu den Gründungsmitgliedern gehörte. Nachdem die Band bereits 1982 mit dem Lied Such a Shame auf der Kompilation Metal Massacre II zu hören war, folgte 1984 das erste und bis zur zwischenzeitlichen Auflösung einzige Album Scratch and Scream über Shrapnel Records. Die Band bestand zu diesem Zeitpunkt aus den Gitarristen Ross Alexander und Michael Overton, dem Bassisten Lucas Advincula, dem Schlagzeuger Kris Gustofson und Sänger Donny Hilliers. Auf dem Album war als Hintergrundsängerin Leather Leone zu hören, die später Chastain beitreten sollte. Zwei Jahre nach der Veröffentlichung des Albums löste sich die Band auf.
2012 wurde die Band von den beiden Gründungsmitgliedern Don Hillier und Kris Gustofson neu formiert.
Am 10. Februar 2013 spielte die Band ein Konzert zu Ehren des 1986 verunglückten Cliff Burton, der an diesem Tag seinen 51. Geburtstag gefeiert hätte. Auf dem Konzert spielte die Band bisher unveröffentlichtes, von Burton geschriebenes Songmaterial.
Im Februar 2015 veröffentlichte die Band über Pure Steel Records 31 Jahre nach ihrem Debüt-Album ihr zweites Album Rapture and Wrath.

## Stil
Die Band spielte auf ihrem Album Scratch and Scream eine Mischung aus Speed- und Power Metal. Der Einsatz von Gitarrensoli war hierbei charakteristisch. Das Tempo erinnerte in den Liedern oft an Judas Priest oder New-Wave-of-British-Heavy-Metal-Bands.

## Diskografie
- 1982: Demo I (Demo, Eigenveröffentlichung)
- 1984: Scratch and Scream (Album, Shrapnel Records)
- 1984: Demo II (Demo, Eigenveröffentlichung)
- 2015: Rapture and Wrath (Album, Pure Steel Records)